# Endel Mallene
Endel Mallene (* 26. Februar 1933 in Viljandi; † 23. Dezember 2002 in Tallinn) war ein estnischer Übersetzer und Literaturkritiker.

## Leben
Mallene machte 1952 in Viljandi sein Abitur und studierte von 1952 bis 1957 an der Universität Tartu estnische Philologie. Nach seinem Abschluss in Journalistik war er zwei Jahre Redakteur bei der Zeitschrift Keel ja Kirjandus, von 1959 bis 1964 arbeitete er beim Verlag Eesti Raamat. 1964–1969 leitete er das Literaturressort bei der Zeitung Sirp ja Vasar, später war er ihr Korrespondent. Mallene war seit 1977 Mitglied und Angestellter (bis 1993) des Estnischen Schriftstellerverbandes.

## Werk
Mallene schrieb seit 1957 Literaturkritiken und tat sich besonders durch Jahresüberblicke über die estnische Literatur hervor, die teilweise dazu dienten, die estnische Literatur außerhalb Estlands bekannt zu machen. Auch hat Mallene für Übersetzungszwecke Prosasammlungen zusammengestellt. Von 1978 bis 1992 gab er insgesamt 13 Mal das Jahrbuch Kirjanduse Jaosmaa ('Der Literaturacker') heraus, eine Chronik der wichtigsten literarischen Ereignisse (Neuerscheinungen, Preise, Jubiläen u. ä.) des Jahres (Berichtsjahre sind 1976–1988).
Neben seiner literaturkritischen Arbeit war Mallene als Übersetzer aus dem Finnischen tätig. Zu den von ihm übersetzten Autoren gehören Mika Waltari, Veijo Meri, Hannu Salama, Daniel Katz, Väinö Linna u. a.

## Auszeichnungen
- 1978 Juhan-Smuul-Preis für Kritik
- 2000 Orden des weißen Sterns, V. Klasse

## Bibliografie
- Der letzte Strandräuber. Estnische Erzählungen aus sieben Jahrzehnten. Ausgewählt von Alexander Baer, Welta Ehlert, Nikolai Sillat; Übers. von Alexander Baer, Sigfried Behrsing, Hella Issupowa, Aldo Roomere, Viktor Sepp, Helga Viira; Nachwort und biographische Notizen von Endel Mallene. Berlin: Volk und Welt 1975, S. 439–468.
- Estonian Literature in the Early 1970s. Authors, Books and Trends of Development. Tallinn: Eesti Raamat 1978. 115 S.